# فيكتور فيليكس فلوريس موراليس
فيكتور فيليكس فلوريس موراليس (بالإسبانية: Víctor Félix Flores Morales)‏ هو نقابي وسياسي مكسيكي، ولد في 6 مارس 1939 في مدينة فيراكروز في المكسيك. حزبياً، نشط في الحزب الثوري المؤسساتي. وقد انتخب عضو مجلس النواب المكسيك.